# Papaipema nephrassyntheta
Papaipema nephrassyntheta är en fjärilsart som beskrevs av Dyar 1908. Papaipema nephrassyntheta ingår i släktet Papaipema och familjen nattflyn. Inga underarter finns listade i Catalogue of Life.